# Scopula turbulentaria
Scopula turbulentaria är en fjärilsart som beskrevs av Otto Staudinger 1870. Scopula turbulentaria ingår i släktet Scopula och familjen mätare. Inga underarter finns listade.